# Artur Cella i Quivent
Artur Cella i Quivent, conegut com a Cella I, (Artés, 19 de febrer de 1896 - Barcelona, 3 de març de 1965) fou un futbolista català de les dècades de 1910 i 1920.
Va jugar al FC Espanya juvenil i des de 1915 al primer equip. Jugà al Espanya durant cinc temporades, on fou un futbolista molt destacat. L'any 1920 fitxà pel FC Barcelona, on jugà cinc temporades més, amb 123 partits jugats, entre oficials i amistosos. Fou germà del també futbolista Ceferí Cella.

## Palmarès
- Campionat de Catalunya de futbol:
  - 1921-22, 1923-24
- Copa espanyola:
  - 1921-22